# Peperonata
La peperonata è una pietanza a base di peperoni tagliati a fette sottili e stufati in padella con aglio, cipolla e salsa di pomodoro.

## Diffusione
Piatti simili li troviamo anche in altre parti dell'Europa, come in Grecia, Spagna (pisto), nei Balcani (sataraš), in Francia (ratatouille), o in Ungheria (lecsó).
In Italia la peperonata è tipica della Liguria e delle regioni del sud, ma è consumata in molteplici varianti in tutto il Paese.

## Modalità di consumo
Può essere consumata calda come contorno, tiepida come piatto principale o fredda come antipasto. Si abbina bene alle polpette, agli hamburger, o al baccalà, o più semplicemente disposta su del pane tostato, come bruschetta.